# Saint-Aignan (Sarthe)
Pour les articles homonymes, voir Saint-Aignan.
Saint-Aignan est une commune française, située dans le département de la Sarthe en région Pays de la Loire, peuplée de 246 habitants, les Saint-Aignanais.
La commune fait partie de la province historique du Maine, et se situe dans le Haut-Maine (Maine roux).

## Géographie

### Communes limitrophes
| Dissé-sous-Ballon      | Marolles-les-Braults | Courcival          |
|                        | Saint-Aignan         | Jauzé              |
| Mézières-sur-Ponthouin | Courcemont           | Briosne-lès-Sables |

### Géologie, relief et hydrographie
La superficie de la commune est de 1 513 hectares ; son altitude varie entre 58 et 79 mètres.
La commune est délimitée au nord par l'Orne saosnoise.

### Climat
Pour des articles plus généraux, voir Climat des Pays de la Loire et Climat de la Sarthe.
En 2010, le climat de la commune est de type climat océanique dégradé des plaines du Centre et du Nord, selon une étude du CNRS s'appuyant sur une série de données couvrant la période 1971-2000. En 2020, Météo-France publie une typologie des climats de la France métropolitaine dans laquelle la commune est exposée à un climat océanique altéré et est dans la région climatique  Moyenne vallée de la Loire, caractérisée par une bonne insolation (1 850 h/an) et un été peu pluvieux. 
Pour la période 1971-2000, la température annuelle moyenne est de 10,7 °C, avec une amplitude thermique annuelle de 14,1 °C. Le cumul annuel moyen de précipitations est de 680 mm, avec 11,5 jours de précipitations en janvier et 7 jours en juillet. Pour la période 1991-2020, la température moyenne annuelle observée sur la station météorologique de Météo-France la plus proche, « Marolles Les Braults », sur la commune de Marolles-les-Braults à 4 km à vol d'oiseau, est de 11,8 °C et le cumul annuel moyen de précipitations est de 702,5 mm,. Pour l'avenir, les paramètres climatiques de la commune estimés pour 2050 selon différents scénarios d'émission de gaz à effet de serre sont consultables sur un site dédié publié par Météo-France en novembre 2022.

## Urbanisme

### Typologie
Au 1er janvier 2024, Saint-Aignan est catégorisée commune rurale à habitat dispersé, selon la nouvelle grille communale de densité à sept niveaux définie par l'Insee en 2022.
Elle est située hors unité urbaine et hors attraction des villes,.

### Occupation des sols
L'occupation des sols de la commune, telle qu'elle ressort de la base de données européenne d’occupation biophysique des sols Corine Land Cover (CLC), est marquée par l'importance des territoires agricoles (94,5 % en 2018), une proportion identique à celle de 1990 (94,5 %). La répartition détaillée en 2018 est la suivante : 
prairies (66,3 %), terres arables (24,9 %), forêts (3,7 %), zones agricoles hétérogènes (3,3 %), zones urbanisées (1,8 %). L'évolution de l’occupation des sols de la commune et de ses infrastructures peut être observée sur les différentes représentations cartographiques du territoire : la carte de Cassini (XVIIIe siècle), la carte d'état-major (1820-1866) et les cartes ou photos aériennes de l'IGN pour la période actuelle (1950 à aujourd'hui).

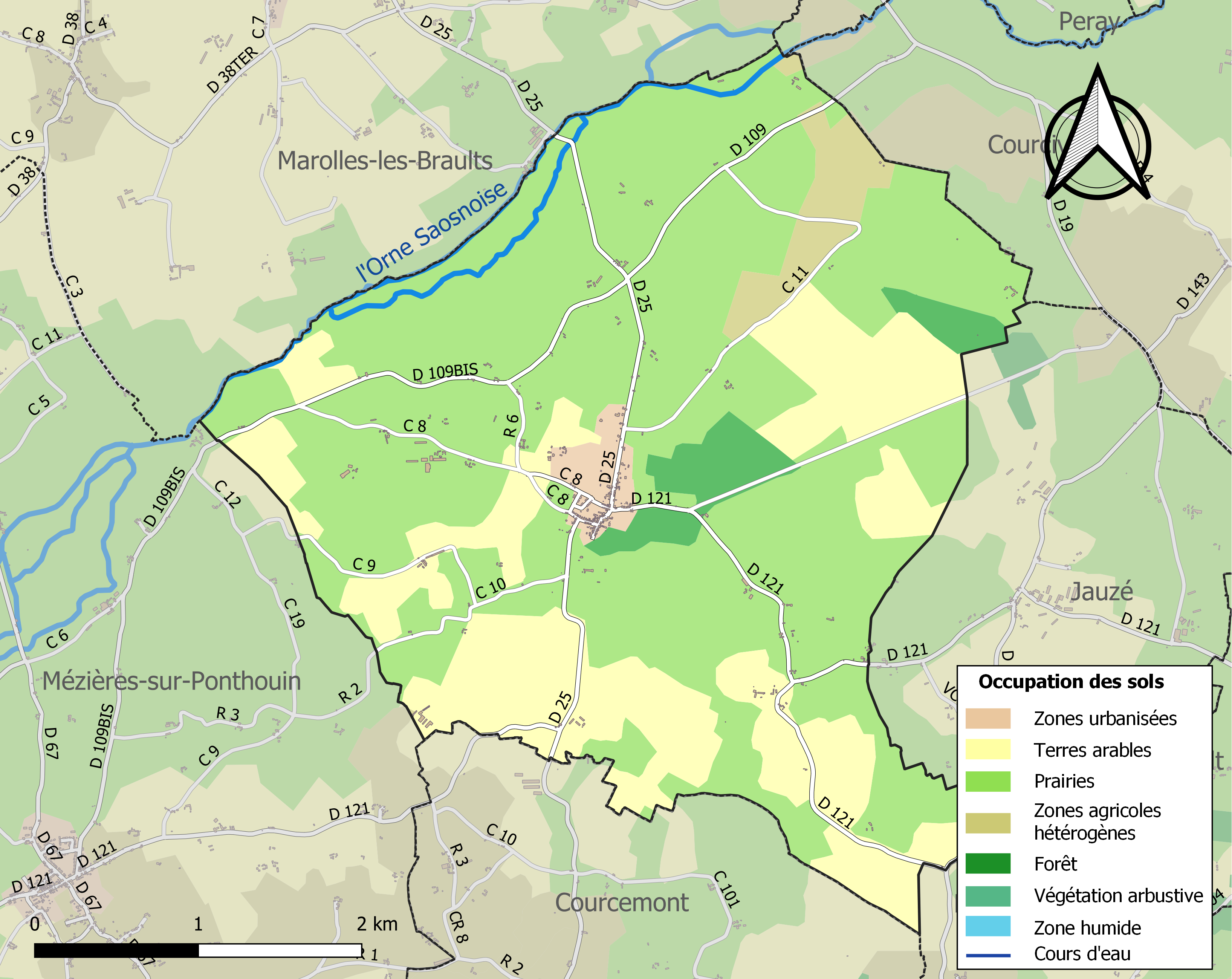
Carte des infrastructures et de l'occupation des sols de la commune en 2018 (CLC).

## Toponymie
D’après Morlet, l'ancien toponyme s’écrivait Presbyter Sancti Aniani, vers l’an 1000, c’est-à-dire « Le presbytère de Saint-Aignan ». D’après Taverdet, il s’agirait d’un village construit autour d’une église dédiée à Anianus, nom francisé tantôt en Agnan, tantôt, comme ici, en Aignan. Cet homme fut évêque d’Orléans au Ve siècle et a contribué à repousser les Huns qui venaient attaquer sa ville. Il est intéressant de noter qu’après 1793, lors de la Révolution française, ce toponyme par trop religieux fut temporairement remplacé par celui d'Aignan-Scévola. Ce Scévola ou plutôt Caius Mucius Scævola, fut un héros de l’antiquité qui avait voulu tuer un roi étrusque qui menaçait la jeune république romaine à peine née (allusion probable à la Première République qui succéda à la monarchie après la Révolution française).

## Histoire

### Tyronneau - une abbaye cistercienne disparue
En 1098, peu de temps après le début de la première croisade en Terre sainte, Robert, abbé du monastère de Molesmes, voulant rendre à la règle de saint Benoît toute sa rigueur des origines, se retira dans la région de Beaune au désert de Cîteaux pour fonder une nouvelle communauté : celle des moines de Cîteaux ou « cisterciens ». Prise sous la protection du Saint-Siège dès 1100, elle put « essaimer » en d'autres contrées en fondant notamment de 1113 à 1115 quatre nouveaux établissements, appelés les « quatre filles de Cîteaux » : Clairvaux, dont saint Bernard fut le premier abbé, la Ferté, Pontigny et Morimond. Sous l'impulsion de Bernard de Clairvaux (mort en 1153) le mouvement des fondations s'accélère. Le Maine ne devait pas rester en marge de ce vaste mouvement de rénovation à la fois du travail manuel, de la vie intellectuelle et de la vie spirituelle : on peut y dénombrer au début du XIIIe siècle pas moins de sept abbayes cisterciennes : Perseigne, la plus ancienne, fondée en 1145, abbaye de Bellebranche et abbaye de l'Épau de la filiation de Cîteaux ; abbaye de Clermont, abbaye de Fontaine-Daniel, Champagne et... Tyronneau (la deuxième), de celle de Clairvaux,.

## Politique et administration

### Administration municipale
Le nombre d'habitants au dernier recensement étant compris entre 100 et 499, le nombre de membres du conseil municipal est de onze dont le maire et deux adjoints.

### Liste des maires
| Période                                  | Période   | Identité                   | Étiquette           | Qualité                      |
| ---------------------------------------- | --------- | -------------------------- | ------------------- | ---------------------------- |
| Les données manquantes sont à compléter. |           |                            |                     |                              |
| 1983                                     | 1989      | Harold de Milleville       | -                   | -                            |
| 1989                                     | juin 1995 | Maurice Lefebvre           | DVD                 | -                            |
| juin 1995                                | mars 2008 | Paul Cosme                 | -                   | -                            |
| mars 2008                                | mars 2014 | Fernand Lépinay            | SE                  | Gestionnaire approvisionneur |
| mars 2014                                | En cours  | Éric Moullart de Vilmarest | SE puis RN puis REC | Commercial                   |

## Démographie
L'évolution du nombre d'habitants est connue à travers les recensements de la population effectués dans la commune depuis 1793. Pour les communes de moins de 10 000 habitants, une enquête de recensement portant sur toute la population est réalisée tous les cinq ans, les populations de référence des années intermédiaires étant quant à elles estimées par interpolation ou extrapolation. Pour la commune, le premier recensement exhaustif entrant dans le cadre du nouveau dispositif a été réalisé en 2008.
En 2022, la commune comptait 246 habitants, en évolution de −6,46 % par rapport à 2016 (Sarthe : −0,25 %, France hors Mayotte : +2,11 %).
| 1793 | 1800 | 1806  | 1821  | 1831 | 1836 | 1841 | 1846 | 1851 |
| ---- | ---- | ----- | ----- | ---- | ---- | ---- | ---- | ---- |
| 909  | 940  | 1 046 | 1 012 | 973  | 967  | 953  | 900  | 852  |

| 1856 | 1861 | 1866 | 1872 | 1876 | 1881 | 1886 | 1891 | 1896 |
| ---- | ---- | ---- | ---- | ---- | ---- | ---- | ---- | ---- |
| 832  | 805  | 784  | 749  | 736  | 740  | 724  | 707  | 703  |

| 1901 | 1906 | 1911 | 1921 | 1926 | 1931 | 1936 | 1946 | 1954 |
| ---- | ---- | ---- | ---- | ---- | ---- | ---- | ---- | ---- |
| 677  | 635  | 609  | 538  | 547  | 486  | 459  | 494  | 448  |

| 1962 | 1968 | 1975 | 1982 | 1990 | 1999 | 2006 | 2008 | 2013 |
| ---- | ---- | ---- | ---- | ---- | ---- | ---- | ---- | ---- |
| 390  | 337  | 284  | 239  | 218  | 196  | 235  | 246  | 268  |

| 2018 | 2022 | - | - | - | - | - | - | - |
| ---- | ---- | - | - | - | - | - | - | - |
| 240  | 246  | - | - | - | - | - | - | - |

## Économie
L'agriculture est l'essentiel des activités économiques de la commune, avec diverses cultures et l'élevage bovin.

## Culture locale et patrimoine

### Lieux et monuments

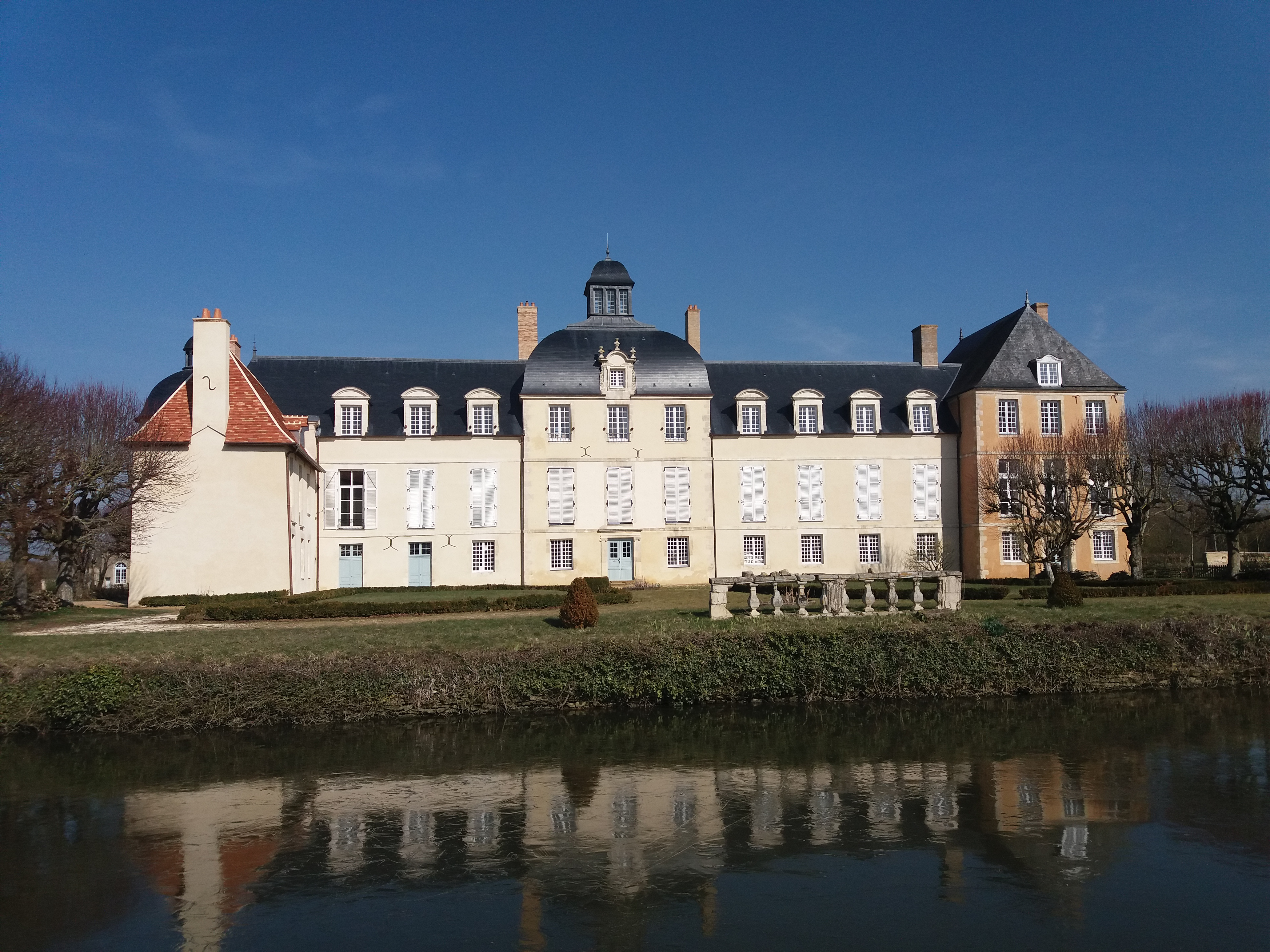
Le château vu du sud en février 2018.

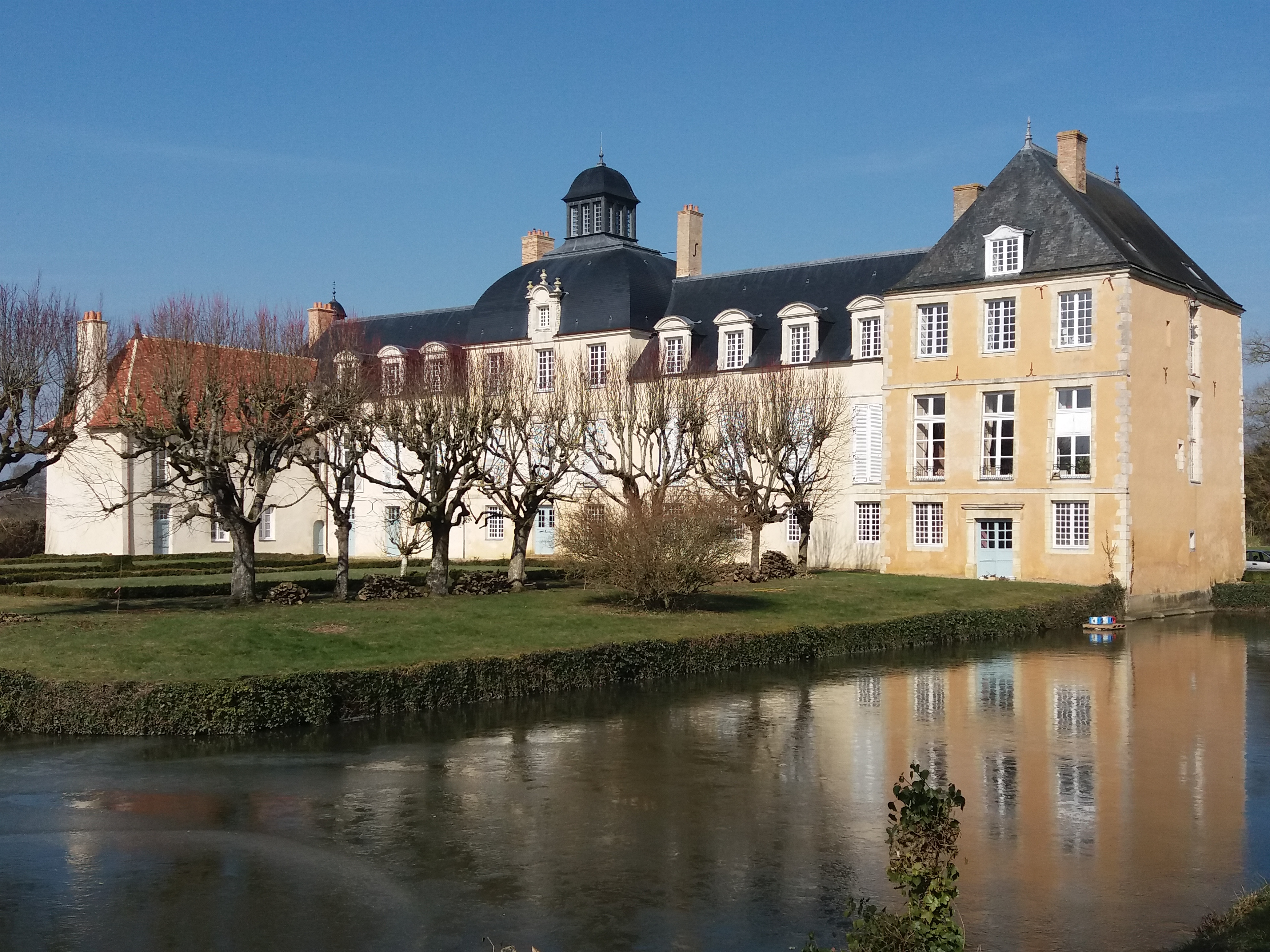
Le château vu du sud en février 2018.

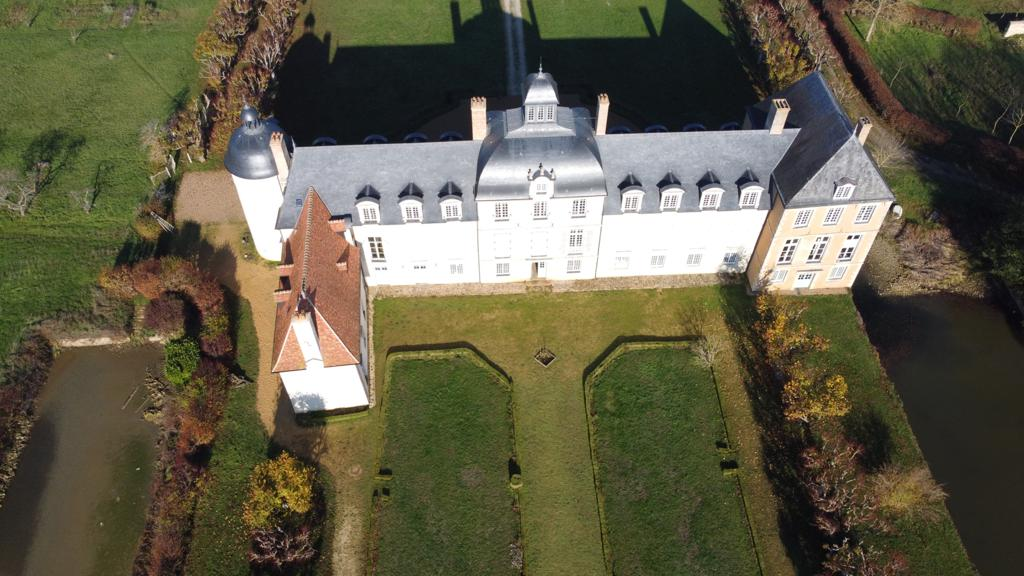
Le château vu du sud en novembre 2020.

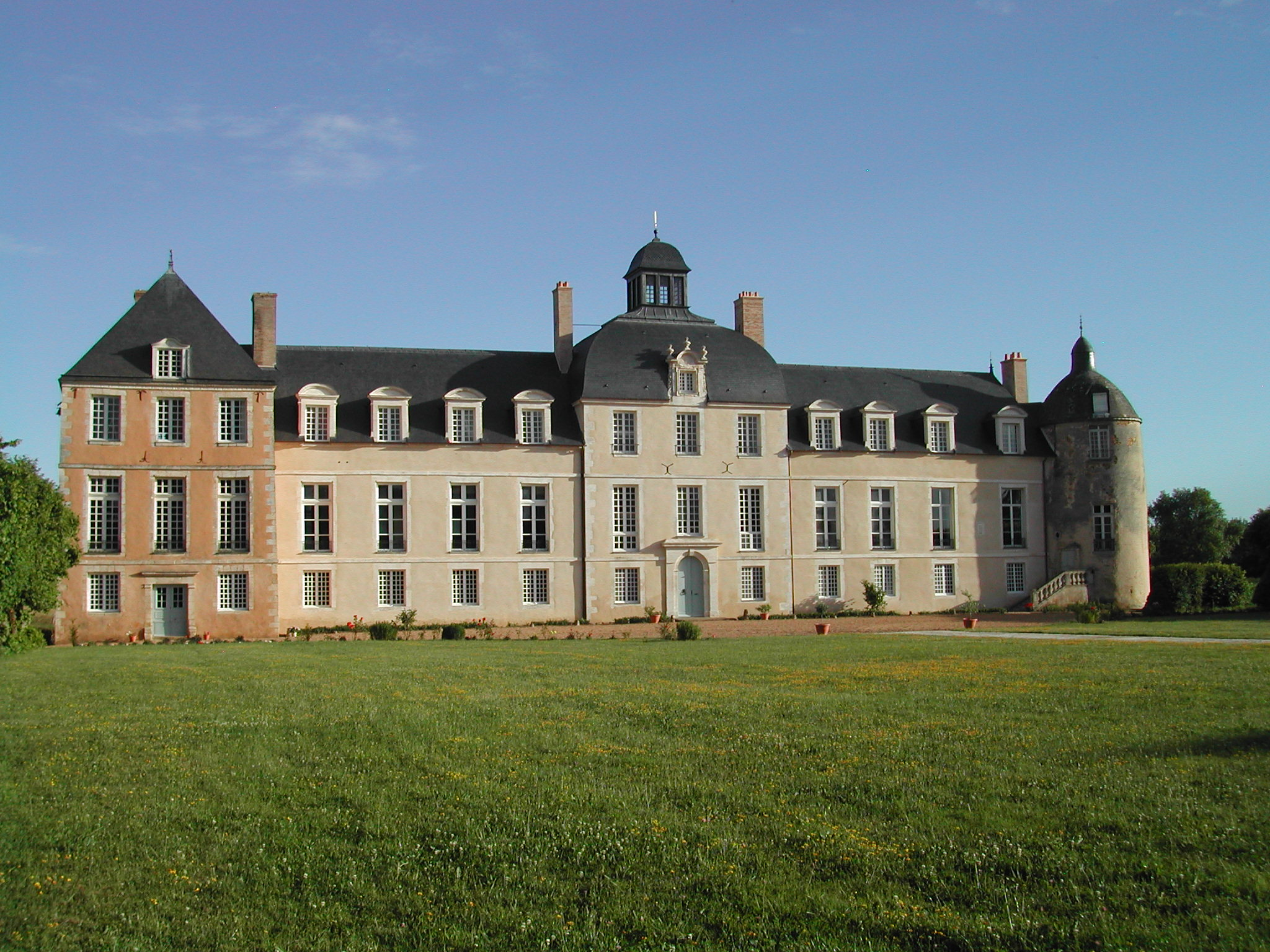
Le château vu du nord en juin 2015 (la tour à droite n'est pas encore restaurée).

- Château de Saint-Aignan, construit du XVe au XVIIIe siècle sur les fondations d'un château fort médiéval incendié lors des guerres de religion. Il a été partiellement inscrit au titre des monuments historiques par arrêté du 12 septembre 1988, puis partiellement classé (le château et les terrains compris à l'intérieur des douves) par arrêté du 7 février 1994[27]. L'extérieur a été restauré entre 2012 et 2018 avec des subventions de la DRAC, du département et de la région.
- Église romane Saint-Aignan, du XIIe siècle. Le clocher est octogonal. Durant la Révolution, l'église est un des rares lieux dans lequel sont célébrées les fêtes en l'honneur de la déesse Raison en 1793[réf. nécessaire].